# 斉藤圭史郎
斉藤 圭史郎（さいとう けいしろう、1942年6月22日 - 2024年3月19日）は、日本の経営者。蝶理社長を務めた。

## 来歴・人物
東京都出身。1965年に一橋大学経済学部を卒業し、同年に東レに入社。2000年6月に東レ・ダウコーニング・シリコーン社長に就任し、2004年6月に会長を経て、2006年6月に社長に就任。2009年6月から相談役を務めた。
2024年3月19日に死去。81歳没。